# بی اند جی فودز
بی اند جی فودز (انگلیسی: B&G Foods) شرکت صنایع غذایی آمریکایی است، که در سال ۱۸۸۹ تأسیس شد.